# Maeve Quinlan

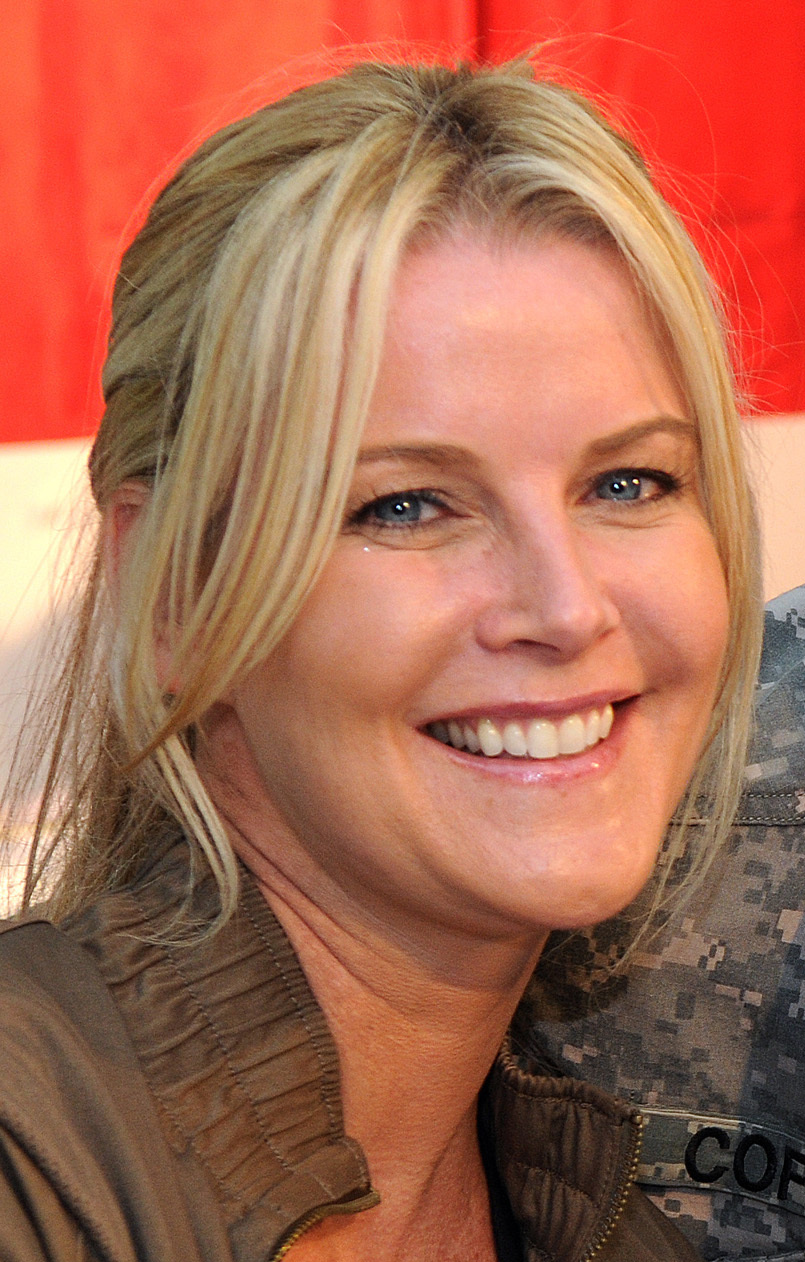
Quinlan im Jahr 2009

Maeve Quinlan (* 16. November 1964 in Chicago, Illinois) ist eine US-amerikanische Schauspielerin und ehemalige Tennisspielerin. Quinlan ist die Tochter irischer Einwanderer und sowohl irische als auch US-amerikanische Staatsbürgerin.

## Leben
Ihre erste Fernsehrolle übernahm Quinlan 1993 in der Serie General Hospital als Betsy Kensington. Es folgte ein kurzer Auftritt in L.A. Heat. Ihr Filmdebüt gab sie 1999 in The Florentine. Im Filmdrama Ken Park (2002) spielte sie Rhonda, die Mutter von Zoe. In der Komödie 3Way (2008) spielte sie neben Jill Bennett und Cathy Shim eine der Hauptrollen.
Am 1. September 1996 heiratete sie den Schauspieler Tom Sizemore. Die Ehe wurde am 19. November 1999 geschieden. Maeve Quinlan wohnt in Los Angeles, ihre Familie in Dublin bzw. Wicklow in Irland und in Chicago.

## Filmografie (Auswahl)
- 1993: General Hospital (Fernsehserie)
- 1995–2006: Reich und Schön (The Bold and the Beautiful, Fernsehserie)
- 1997: L.A. Heat (Fernsehserie, Episode 1x12)
- 1999: The Florentine
- 2001: Total blond (Totally Blonde)
- 2002: Ken Park
- 2003: Heart of America
- 2003: Net Games – Ein tödliches Spiel (Net Games)
- 2004: Criminal
- 2004: The Drone Virus
- 2004: A Boyfriend for Christmas
- 2005: High Hopes
- 2005: Tennis, Anyone…?
- 2005: McBride: The Chameleon Murder
- 2005–2008: South of Nowhere (Fernsehserie, 41 Episoden)
- 2007: Girltrash!
- 2008–2009: 3Way (Fernsehserie, 13 Episoden)
- 2008–2011: 90210 (Fernsehserie, acht Episoden)
- 2011: Loverboys – Desperate Wives (Cougars, Inc.)
- 2012: Hawaii Five-0 (Fernsehserie, Episode 2x23)

## Tenniskarriere
Von 1983 bis 1988 spielte sie professionell Tennis. Ein Turniersieg gelang ihr dabei nicht.

### Abschneiden bei Grand-Slam-Turnieren

#### Einzel
| Turnier         | 1985 | Karriere |
| --------------- | ---- | -------- |
| Australian Open | —    | —        |
| French Open     | 1    | 1        |
| Wimbledon       | —    | —        |
| US Open         | —    | —        |

#### Doppel
| Turnier         | 1984 | 1985 | Karriere |
| --------------- | ---- | ---- | -------- |
| Australian Open | —    | —    | —        |
| French Open     | —    | 1    | 1        |
| Wimbledon       | 1    | 1    | 1        |
| US Open         | —    | 1    | 1        |